# Прелова, Антонина Ивановна
Антонина Ивановна Прелова (9 декабря 1920 — 1991) — передовик советского сельского хозяйства, свинарка совхоза «Восход» Богородицкого района Тульской области, Герой Социалистического Труда (1966).

## Биография
Родилась в 1920 году в деревне Поляки, ныне Ухоловского района Рязанской области в русской крестьянской семье.
Завершив обучение в четвёртом классе, в двенадцать лет трудоустроилась на свиноферму в местный колхоз имени Ворошилова Ухоловского района. В 1952 году переехала в Тульскую область и стала работать в совхозе «Восход» в селе Красные Буйцы. Работала животноводом по выращиванию свиней крупной белой породы.
Постоянно принимала участие в социалистических соревнованиях, становилась победителем в районе, была участницей выставки достижений народного хозяйства. В седьмой пятилетки добилась значительных результатов, в её группе были самые высокие привесы в районе.
Указом Президиума Верховного Совета СССР от 22 марта 1966 года за получение высоких результатов в сельском хозяйстве и рекордные показатели в животноводстве Антонине Ивановне Преловой было присвоено звание Героя Социалистического Труда с вручением ордена Ленина и медали «Серп и Молот».
Избиралась депутатом Верховного Совета РСФСР седьмого созыва.
Проживала в селе Красные Буйцы. Умерла в 1991 году.

## Награды
За трудовые успехи была удостоена:
- золотая звезда «Серп и Молот» (22.03.1966)
- орден Ленина (22.03.1966)
- другие медали.